# Alció del paradís
Els alcions del paradís (Tanysiptera) són un gènere d'ocells de la subfamília dels halcionins (Halcyoninae) dins la família dels alcedínids (Alcedinidae), que habiten a Melanèsia, Nova Guinea i illes properes, arribant una de les espècies fins al nord-est d'Austràlia.

## Taxonomia
Segons la classificació del Congrés Ornitològic Internacional (versió 13.2, 2023) aquest gènere està format per 9 espècies:
- alció del paradís comú (Tanysiptera galatea).
- alció del paradís de Kofiau (Tanysiptera ellioti).
- alció del paradís de Biak (Tanysiptera riedelii).
- alció del paradís de Numfor (Tanysiptera carolinae).
- alció del paradís de les Aru (Tanysiptera hydrocharis).
- alció del paradís pit-roig (Tanysiptera sylvia).
- alció del paradís capnegre (Tanysiptera nigriceps).
- alció del paradís nimfa (Tanysiptera nympha).
- alció del paradís capbrú (Tanysiptera danae).

Tradicionalment s'ha considerat T. nigriceps una subespècie de T. sylvia.